# La Morsure (film, 1989)
Pour les articles homonymes, voir La Morsure.
Pour plus de détails, voir Fiche technique et Distribution.
La Morsure (Curse II: The Bite) est un film d'horreur italo-américano-japonais réalisé par Federico Prosperi, sorti en 1989.

## Synopsis
Dans le désert, l'homme d'un couple se fait mordre par un serpent. Celui-ci se transforme peu à peu en une créature monstrueuse et destructrice...

## Fiche technique
- Titre original : Curse II: The Bite
- Titre français : La Morsure
- Réalisation : Federico Prosperi
- Scénario : Susan Zelouf et Federico Prosperi
- Costumes : Riki Lin Sabusawa
- Photographie : Roberto D'Ettorre Piazzoli
- Son : Danilo Moroni et James Pilcher
- Montage : Claudio Cutry
- Musique : Carlo Maria Cordio
- Directeur de casting : Theodore S. Hann
- Production :
  - Producteurs délégués : Ovidio G. Assonitis, Frederico Prosperi et Kenichi Tominaga
  - Producteur associé : Stefano Priori
- Société(s) de production : TWE (en), Viva Entertainment, Toho-Towa et Trihoof Investments
- Pays de production :  États-Unis -  Japon -  Italie
- Langue originale : anglais
- Format : couleur — 35 mm — Dolby Stereo
- Genre : Horreur
- Durée : 98 minutes
- Dates de sortie : 
  - États-Unis : 27 juin 1989 (DVD)
  - Japon : 4 avril 1992

## Distribution
- Jill Schoelen (en) : Lisa Snipes
- J. Eddie Peck : Clark Newman
- Jamie Farr Harry Morton
- Savina Geršak : Iris
- Marianne Muellerleile : Chauffeur de camion Big Flo
- Al Fann : pompiste
- Sydney Lassick : George
- Terrence Evans : Dave le fermier
- Sandra Sexton : Dr. Marder
- Bruce Marchiano : Adjoint Barney
- Shiri Appleby : Grace Newman
- Bo Svenson : Shérif
- José García : Chauffeur de camion Death Wish
- Tiny Wells Chauffeur de camion Beef
- Sommer Betsworth : Fille au motel
- Barbara Glover : Mère au motel
- Suzanne Celeste : Tante au motel
- David Coe : Chauffeur de camion hippie
- Ana Maria Auther : Maria
- Deke Anderson : le jeune paysan n°1
- Shawn Tierney : le jeune paysan n°2
- Edward Gobel : chauffeur du camion-citerne

## Production
Le film est tourné à Las Cruces.
Ce film fait partie de la série de films The Curse (série de film) (en).